# 马丁·霍斯塔克
马丁·霍斯塔克（捷克語：Martin Hosták，1967年11月11日—），生于赫拉德茨-克拉洛韦，捷克男子冰球运动员。他曾代表捷克国家队参加1994年冬季奥林匹克运动会冰球比赛，获得第五名。